# KW Sagittarii
Désignations
KW Sagittarii (en abrégé KW Sgr) est une étoile variable supergéante rouge de type spectral M1.5Iab de la constellation du Sagittaire. Elle se situe à environ ∼ 7 500 a.l. (∼ 2 300 pc) de la Terre. Avec sa taille de 1009 ± 142 diamètres solaires, cette étoile fait partie des plus grandes étoiles connues.